# 成田国际机场

成田國際機場公司標誌，同時為成田機場前代標誌

成田國際機場（日语：／ Narita Kokusai Kūkō */?），通稱成田機場（成田空港），原名新東京國際機場（／ Shin-Tōkyō Kokusai Kūkō），是位於日本千葉縣成田市的國際機場，與羽田機場並列為東京兩大聯外機場。占地1,111公頃，擁有3座客運航廈，客運流量居日本第二位，貨運吞吐量則居日本第一、全球第九。根據日本機場分類法，其劃分為據點機場。
成田機場是東京主要的國際機場。儘管其客源主要來自東京，但它與東京市中心相距約60公里，兩地即使搭乘最快的大眾運輸工具也要花上36分鐘。為了與羽田機場區別，國際上常以「東京成田機場」（Tokyo-Narita）稱之。1978年啟用後，大部分來往東京的國際航班移轉至此，羽田機場則轉以負責國內航線為主。不過，成田機場的國際客流從2015年開始出現下降，COVID-19疫情後隨着日本解除防疫措施，以及羽田機場擴建，日本最大的兩家航空公司日航和全日空則自2024年3月底開始將原本於成田機場起降的國際航線改至羽田機場起降。
成田機場建於下總台地上，有個明顯特色是禁止夜航、同時其滑行道歪歪曲曲的，四周都用高牆圍起以及各種地下道；且機坪內還有一些民居、神社與廢墟、紀念碑等建物。成田機場問題導致以上這類現象的存在，2015年以前進入機場曾經需要安檢，起初就是為了防止抗議人士襲擊，至今仍有高度保安。也由於機場內還有8戶居民沒有搬走，為避免飛機起降噪音影響住戶，成田機場在午夜0時起禁止起降（2019年10月27日前為晚間11時）至清晨6時，而預計2028年新跑道啟用改為夜間25時至清晨5點。

## 歷史

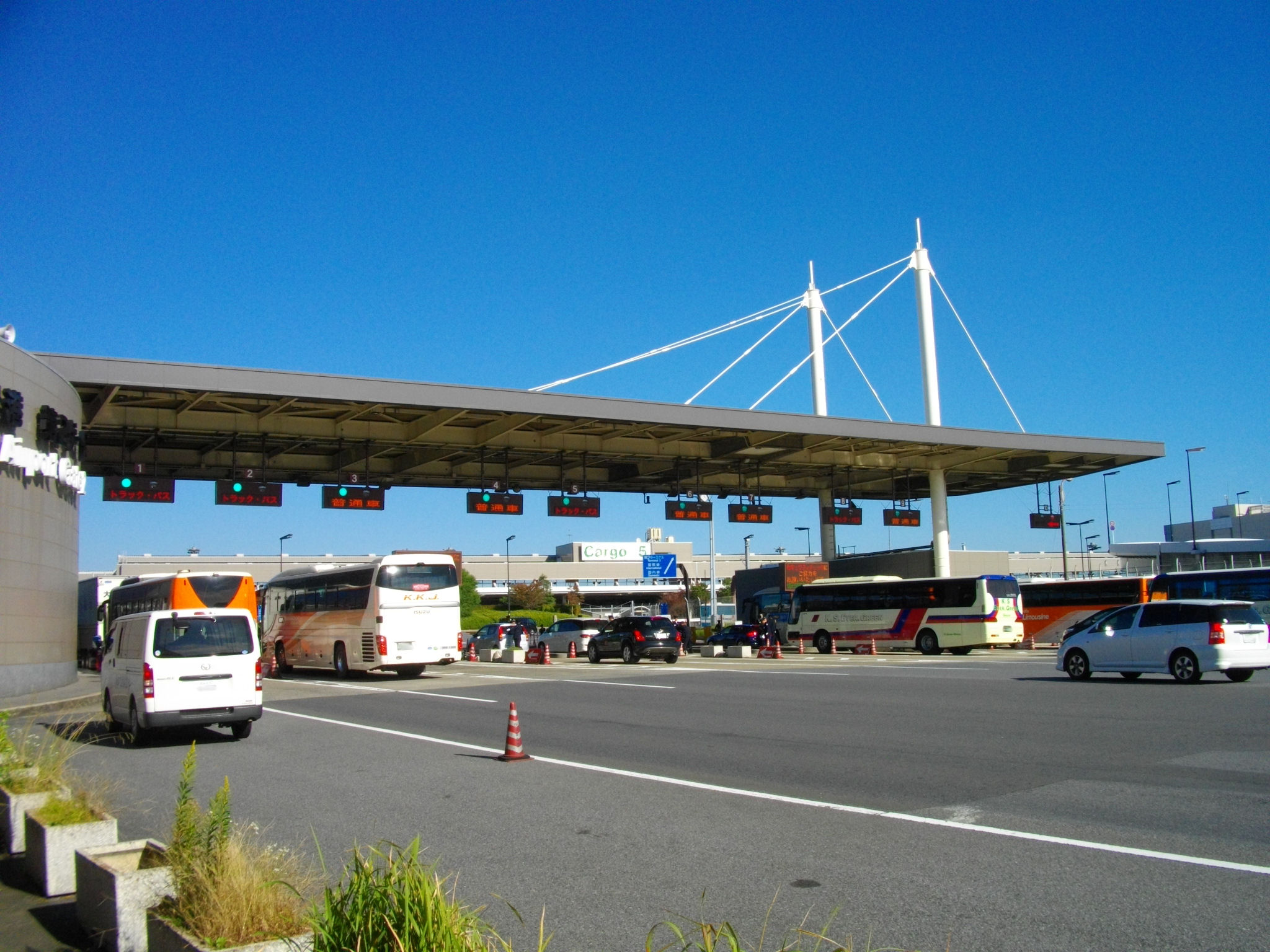
成田機場場區二號門。此照在2012年拍攝時，所有人員必須在機場場區各門閘通過安檢後，才能進入機場。

### 初建和争议
1962年，為了分擔東京國際機場（羽田機場）日益飽和的運輸能力，日本政府開始計劃建設新東京國際機場。然而，二戰後東京的迅速重建使得用地嚴重短缺，原計劃在東京灣內興建，受限於當時填海造陸的工程技術並不足以供機場使用，當局只得考慮將新機場建在東京市郊的千葉縣。起初，機場選址在富里市，後移至成田市三里塚和芝山町東北5公里處，部分地块位于原宫内厅下总御料牧场上。1966年，機場建設方案公之與眾。
隨著1960年東京學生大規模安保鬥爭示威序幕的拉開，1960年代的日本，社會運動蓬勃發展。機場建設方案的提出，不僅激怒了二戰後因政府政策移居至此務農維生的農民，更有許多日本左翼人士以新機場實際上是美國為了對抗蘇聯而在日本建立的又一個空軍基地為由，強烈反對新機場建設。1960年代末期，當地農民聯合學生和左翼政黨成立了「三里塚芝山聯合機場反對同盟」，透過法律手段、群眾示威、甚至暴力行動來抵制政府新機場修建計畫。
在當時，有償徵收土地制度還未廣泛實行。政府還是採取傳統的辦法，強制住戶遷移到其他地區，而不進行必要的補償。在成田機場建設問題上，強制遷移政策並未有效執行。一些頑固的住戶甚至威胁，如果有人妥協遷移的話，便燒掉他們的新房屋。
根據1966年提出的機場建設計劃，機場預計於1971年完工。然而，愈演愈烈的衝突完全拖延了進度，以至於當1971年即將來臨時，機場的建設土地都尚未圈定出來。最終，日本政府在1971年開始了強硬手段推進搬遷進度。衝突中，1,000多名市民和日本警察受傷，291名農民被捕。
衝突和抗議並未阻止機場的建設。1972年，由竹中工務店承建的第一航廈竣工。可是，由於政府與社團民眾之間持續的鬥爭，更有甚者，長期佔領在將要修建第一條跑道的土地上，跑道始終無法按時完成。終於在1978年，第一條跑道完工並預計在3月30日正式開放運行。然而1978年3月26日，一群激進分子攜帶燃燒瓶駕車衝入機場控制塔台並進行了肆意破壞，砸毀大量設備。機場不得不延遲到1978年5月20日重新開放。
雖然機場已經開始營運，但政府依然高度緊張，擔心會有突發事件發生。機場周圍遍布著金屬柵欄，警察全副武裝在暸望塔上巡邏。一般民眾在進入機場前，要經過嚴格的安全檢查（無論是否搭機），以防止恐怖活動。此措施直到2015年3月30日才廢止，改以啟用人員及車輛辨識的安檢系統來替代。

### 擴建
根據計劃，成田機場將修建3條跑道，東北／西南方向修建兩條平行跑道，分别长4,000米和2,500米，第三跑道與前兩條平行跑道相交，計劃長度3,000米。等到1978年機場開放時，只有兩條平行跑道中的一條完工並投入使用。另外兩條跑道的完工在當時的情況下看來可以說是遙遙無期了。計劃中提到的另一項關於修建東京市區與機場之間的成田新幹線也因為土地問題而被放棄。
1986年，成田機場二期跑道工程開工，將在第一跑道以北修建第二跑道（B跑道）。為了防止修建一號跑道過程中的阻撓事件再次發生，政府承諾不再征用土地並付給機場周圍的住戶噪音污染補償費，利用這筆費用，住戶可以透過改善房屋的隔音結構來最大程度減低噪音污染。2002年4月，第二號跑道終於趕在日本－韓國世界杯足球賽開幕前完工。不過，第二號跑道長度僅有2,180米，無法起降波音747等大型廣體客機。隨著二期跑道的建設，第二航廈也於1992年竣工，該航廈啟用時是世界最大的機場航廈。
成田機場啟用時，車站離航廈距離比較遠，乘客得步行很長一段距離，或者乘巴士到達航廈。這種狀況一直持續到1980年代末，時任日本運輸大臣的石原慎太郎要求兩家鐵路業者，即JR東日本和京成電鐵將它們各自的鐵路延伸到成田機場航站，並開通地下車站來承接客流。1991年，通往第一航廈的直達列車開通，舊車站也更名為東成田站。
新東京國際機場原由日本政府成立的特殊法人機構「新東京國際機場公團」（日语：／ Shin-Tōkyō Kokusai Kūkō Kōdan）營運。2004年4月1日，新東京國際機場公團進行公司化、改組為國營的特殊會社「成田國際機場株式會社」，新東京國際機場也同步更名為「成田國際機場」。
2006年，機場公司正式向政府申請延長第二跑道至2,500米並獲得批准。由於工程順利，原訂於2010年啟用的延伸部分提早於2009年10月22日啟用，連同附近新建的滑行道，一併提升成田機場的流量。
2011年3月11日東日本大震災發生後，一度因跑道在地震後出現裂縫後關閉機場，機場當局隨後發佈當日全天候關場，当日所有商業航班全數轉降美軍橫田基地、关西国际机场或羽田機場。
2015年4月8日，成田機場啟用第三航廈，此航廈專供低成本航空公司使用。
2015年，為強化機場運能，機場公司開始與千葉縣、周邊地方自治體、國土交通省進行四方討論擴建計畫，包含在機場東側新建第三跑道（C跑道）以及駐停機位增加；2018年3月13日四方達成協議。2019年11月17日，機場公司正式向國土交通省申請變更許可，包括(1)B跑道延伸至3500公尺、(2)新設3500公尺的C跑道、(3)新設7471公尺的滑行道、(4)機場面積擴大至2297公頃，最快於2029年3月31日完工。

### 建設問題
成田機場的建設和擴張引發數起大規模日本政府與民間的衝突。1962年時任池田內閣政府決議興建第二座服務東京都會區的國際機場，經過候選地調查後，選定印旛郡富里村、八街町(今富里市、八街市)建設，但遭受到當地住民強烈反對。1966年6月22日，千葉縣知事提案將機場預定地改在成田市三里塚、芝山地區，7月4日被佐藤榮作內閣批准，此决定同樣遭受當地農民强烈反對，結合成同盟，組織青年，少年、老人、婦女等眾多抗議團體，獲得左翼團體協助，也受到全國眾多學生支援。
鉴于人民的抗议，日本政府使用各种办法压制他们的抗议行动。最为严重的一次是在1971年9月16日-9月20日，日本政府第二次强制执行，反对者包括各地赶来的支援者超过5,000人，而千叶县出动5,300名警察。双方冲突造成3名警察死亡，475名反对者被捕，150多人受伤，这次事件被称为“东峰十字路事件”。事件发生后，反对者三之宫文男以自杀表示抗议。
当地农民对成田机场修建的不断抗议，虽然没有让日本政府放弃修建机场的計畫，但是也没有能够按照原計畫进行修建。原計畫占地面积1,060公顷、3条跑道，而機場啟用時只修建了1条4,000米長的跑道。农民与政府之间的冲突直到1991年隅谷调查团的介入才逐渐平息。

## 設施

### 客運航廈

#### 第一航廈

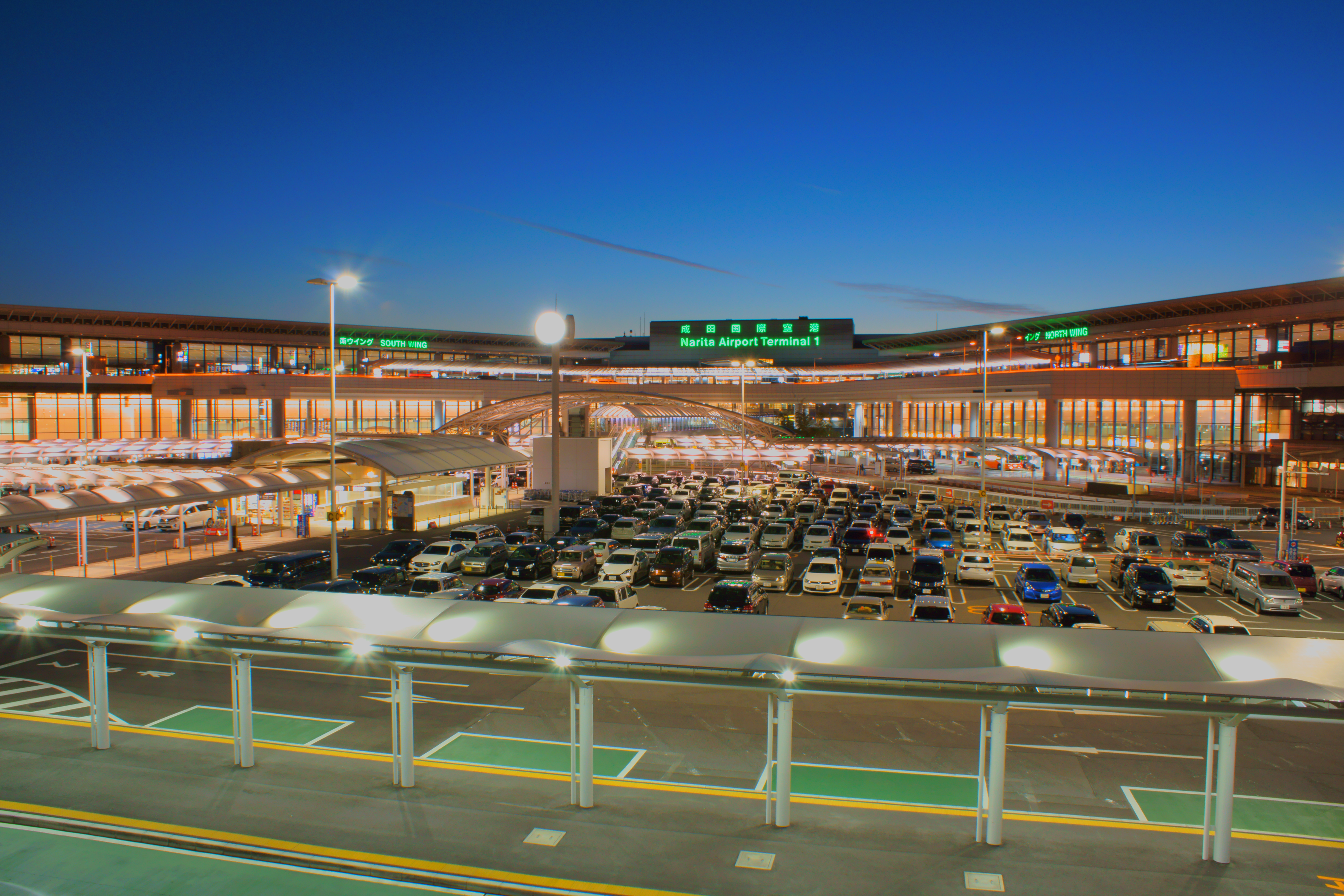
第一航廈外觀

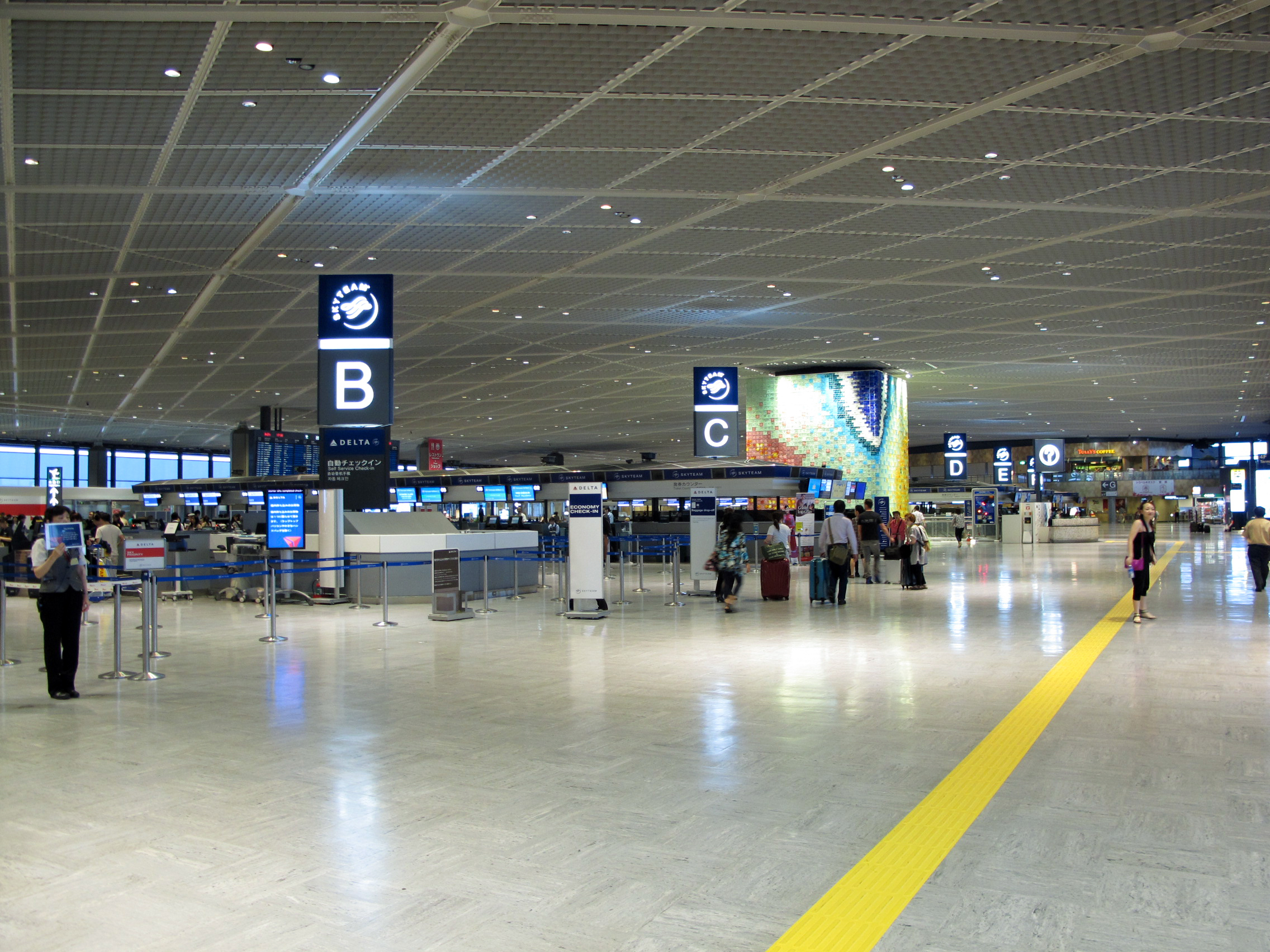
第一航廈北翼出境大廳

第一航廈分為北翼（North Wing）、中央樓（Central Building）和南翼（South Wing），总楼面面积463,000平方（4,980,000平方英尺），设有40个登机口。值机大厅位于4层，出境大厅位于3层，入境大厅位于2层，而行李提取大厅和海关位于1层，大部分商业设施位于中央楼4层，南翼设有精品购物街“Narita Nakamise”。
北翼空側連接兩個圓形衛星樓，分別為第1衛星樓（11~18號登機門）和第2衛星樓（21~25號登機門）；第3衛星樓（31~38號登機門）、第4衛星樓（41~47號登機門）位於一座條形指廊內，和中央樓空側（26~27號登機門）連接；第5衛星樓（51~58號登機門）和南翼空側連接。
北翼於2007年起由天合聯盟成員使用，曾經也是西北航空（後合併至達美航空）的基地，但達美航空已於2020年3月將所有東京航班轉移至羽田機場。使用北翼的其他航空公司包括：蒙古航空、喀里多尼亞航空、阿芙羅拉航空、中国南方航空、厦门航空、以色列航空、阿提哈德航空、香港航空、真航空、樂桃航空（國際航班）、汶萊皇家航空、四川航空、西捷航空和ZIPAIR Tokyo。
南翼和第5衛星樓於2006年啟用，主要由全日本空輸在內的星空聯盟成員使用，使用南翼的其他航空公司包括：釜山航空、首爾航空、酷航、山东航空和烏茲別克斯坦航空。
國際航班旅客服務費: 成人：2,130日圓；兒童：1,070日圓

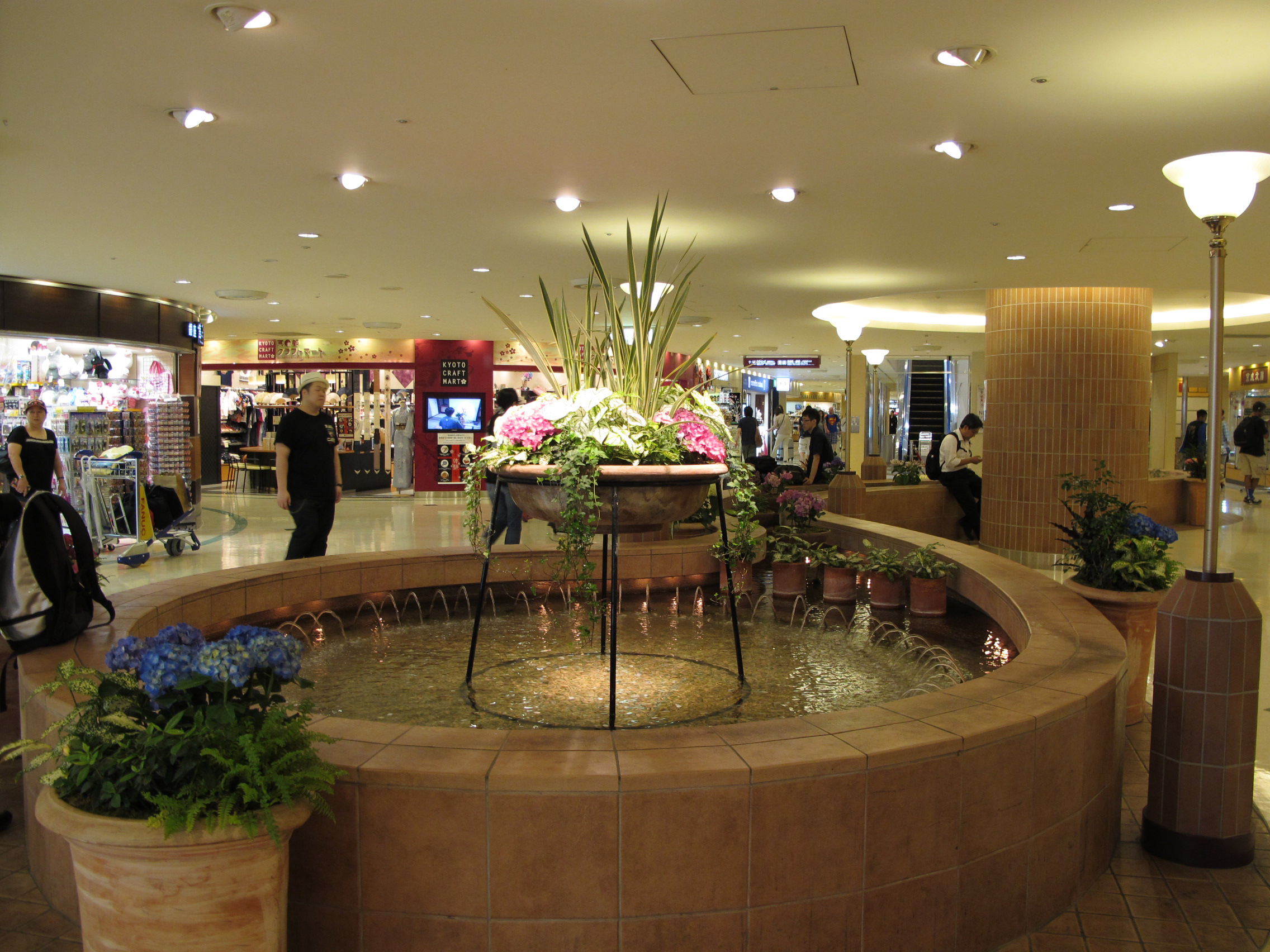
出境區商店
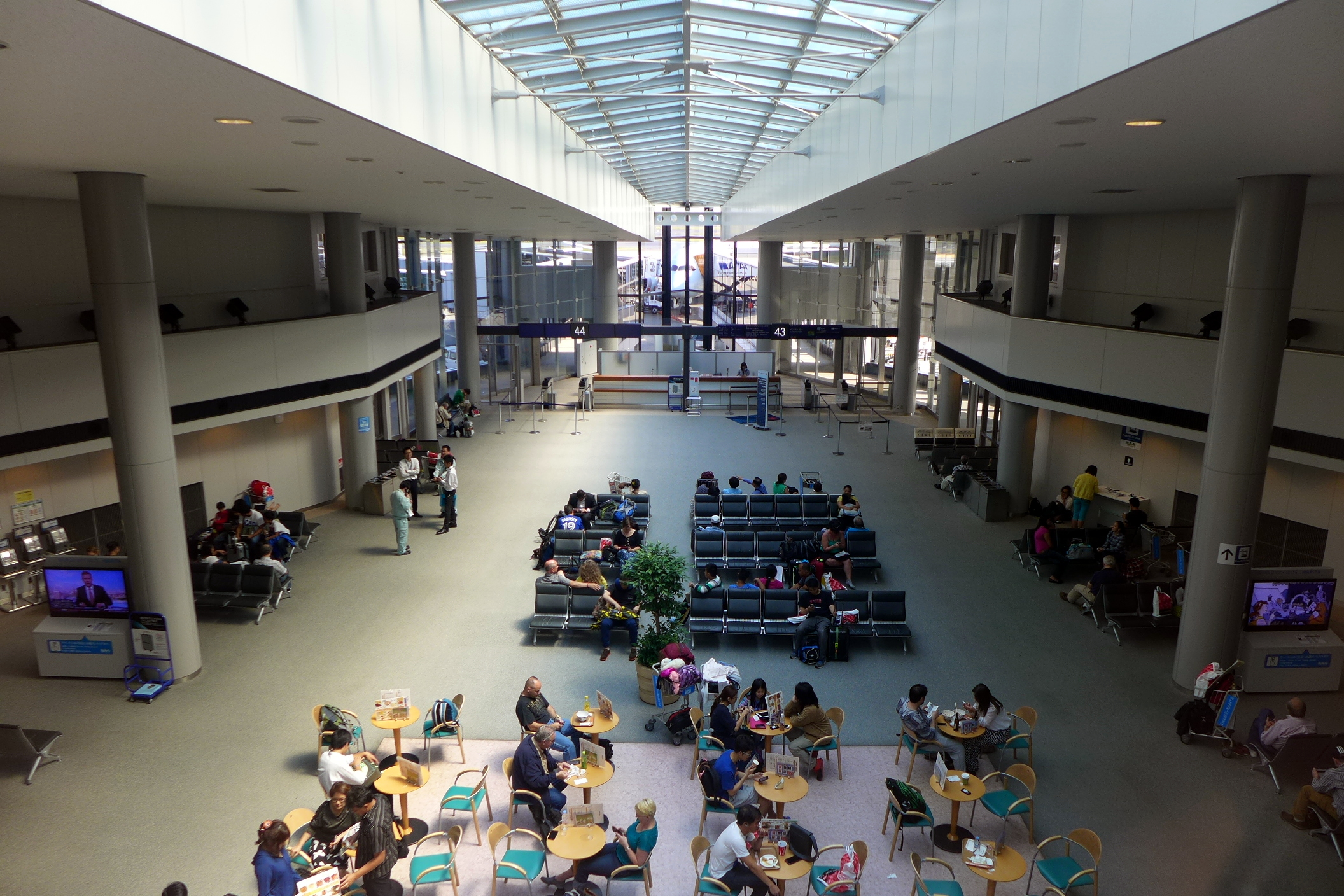
第4衛星樓中庭
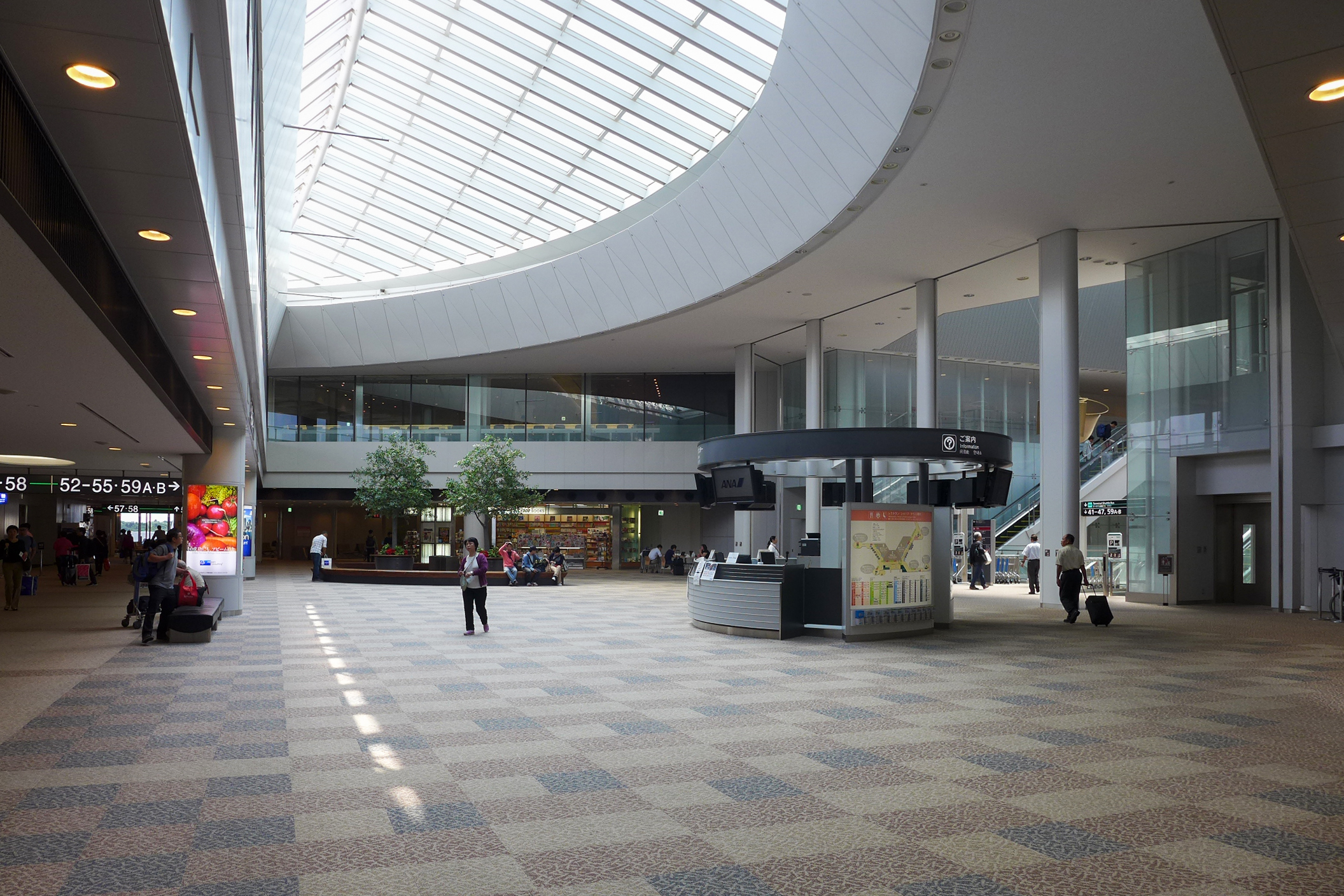
第5衛星樓中庭
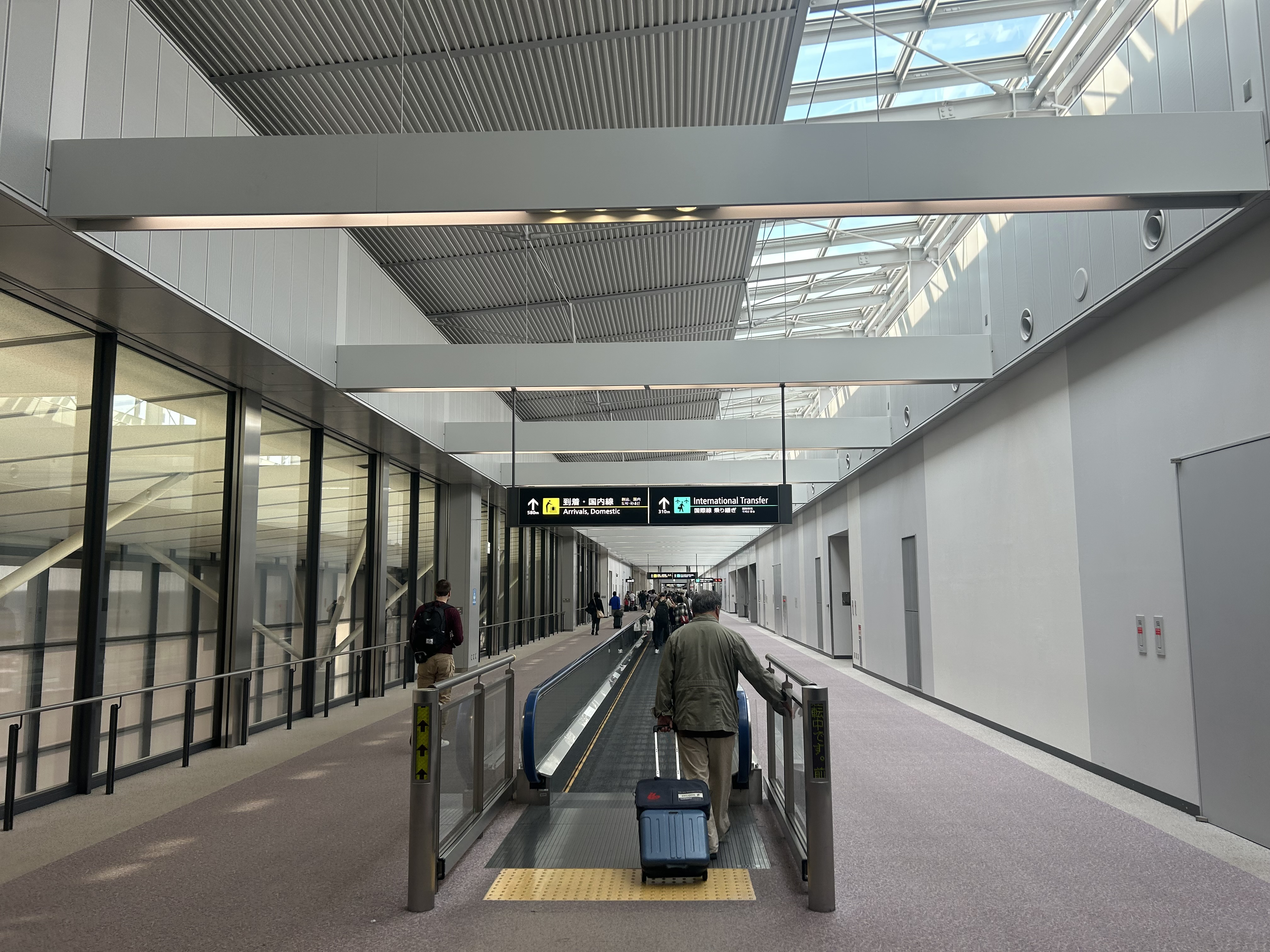
国际到达夹层
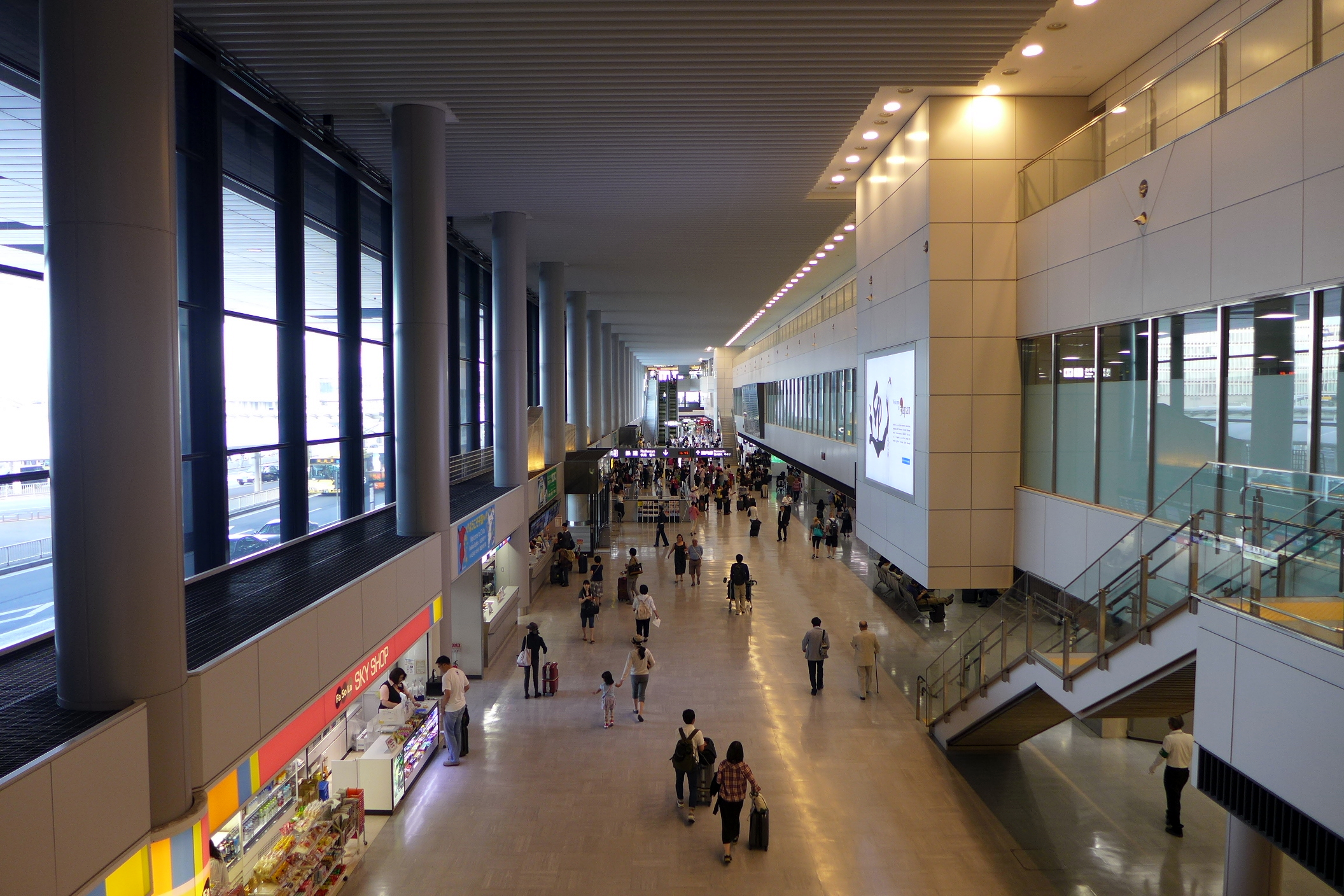
到达大堂

#### 第二航廈

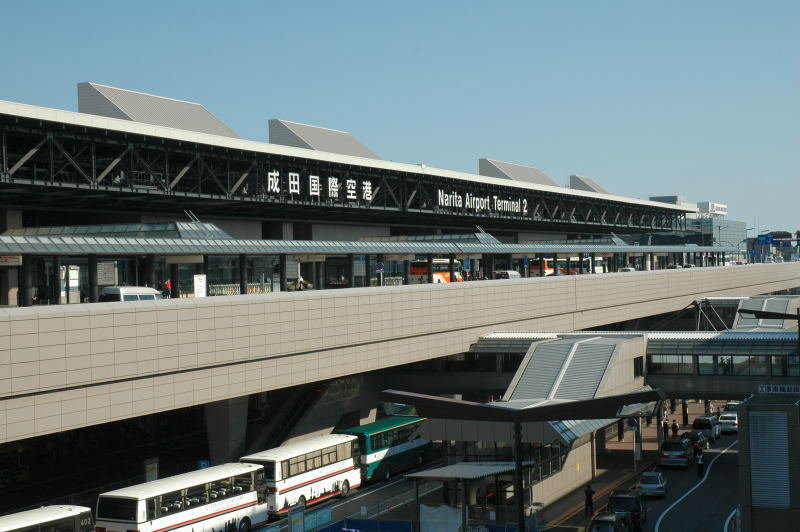
第二航廈外觀

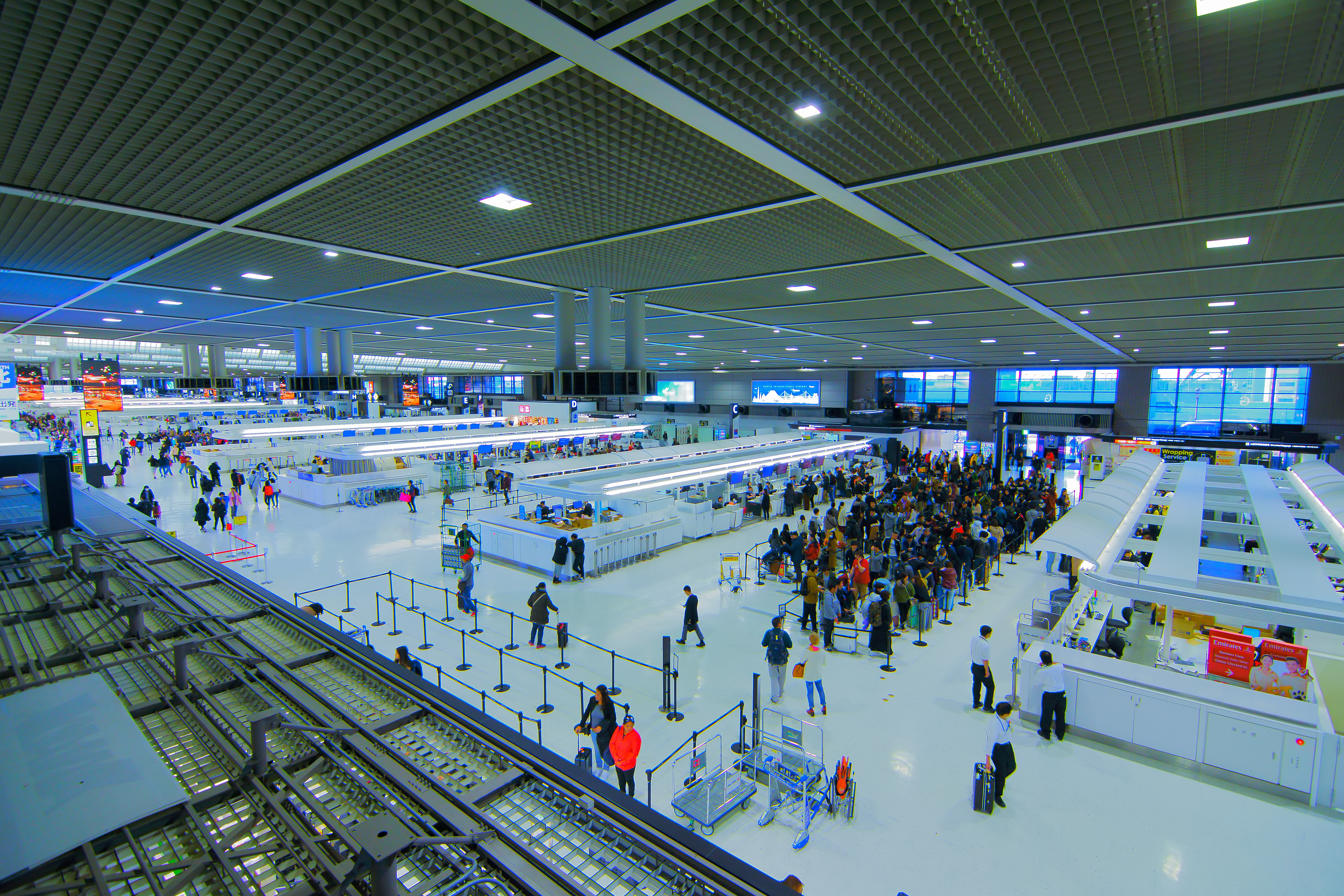
第二航廈出境大廳

第二航廈於1992年啟用，分為條狀的主樓和條狀衛星樓（Satellite），總面積391,000平方（4,210,000平方英尺），設有32個登機口（其中65、66和67號為國內航班登機口，連接出境大廳和單獨的國內航班報到設施）。
主樓和衛星樓原先由旅客捷運系統連接，2013年被新建的行人步道取代，並設有免稅商店街成田5番街。
第二航廈主要由日本航空與寰宇一家成員使用。其他使用第二航廈的航空公司包括：天合聯盟成員中華航空、中国东方航空、星空聯盟成員印度航空、吉祥航空（优联伙伴），以及澳門航空、普萊米婭航空、越竹航空、馬來西亞峇迪航空、宿霧太平洋航空、易斯達航空、阿聯酋航空、江原航空、大灣區航空、海南航空、蒙古民用航空、尼泊爾航空、巴基斯坦國際航空、菲律賓航空、星宇航空、泰國全亞洲航空、台灣虎航、德威航空和越捷航空等等非聯盟航空公司。
全日空等星空聯盟成員在第一航廈南翼於2006年啟用前也曾使用第二航廈。

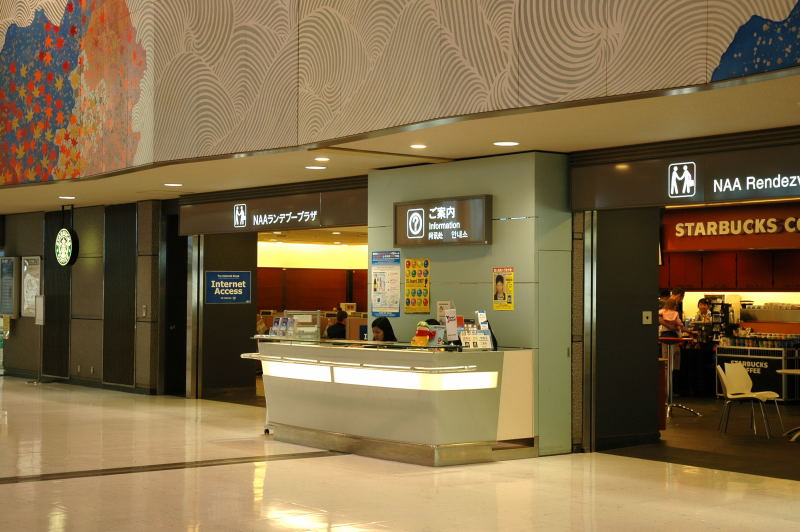
出境大廳集合點
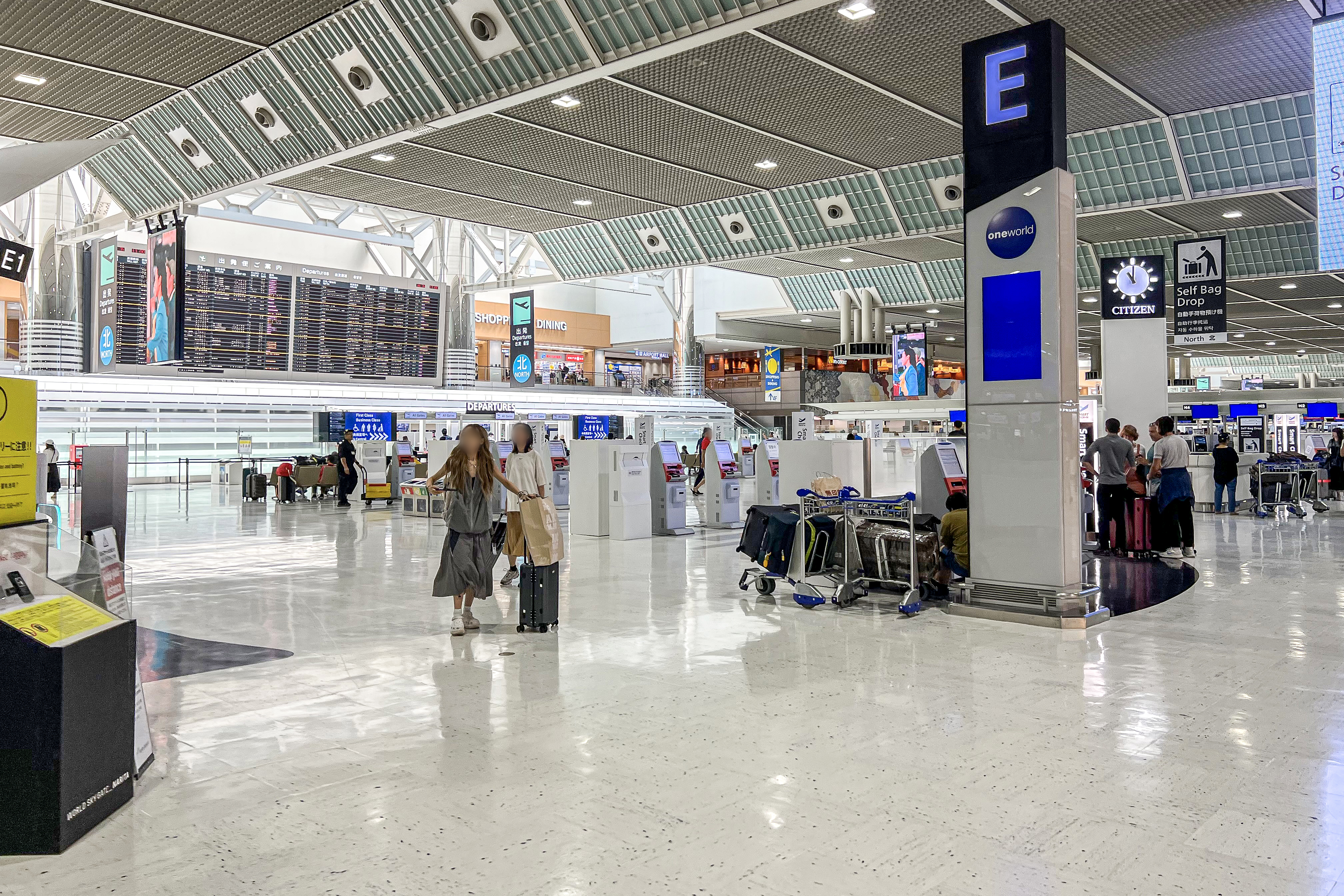
出发大厅
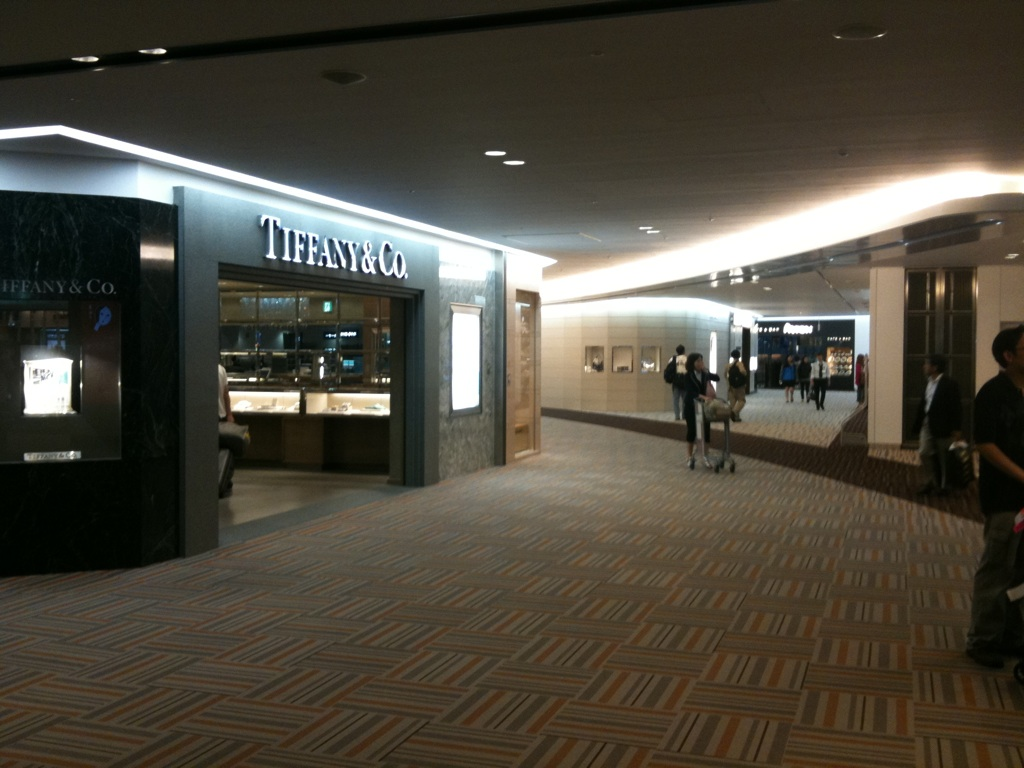
第二航廈出境區商店
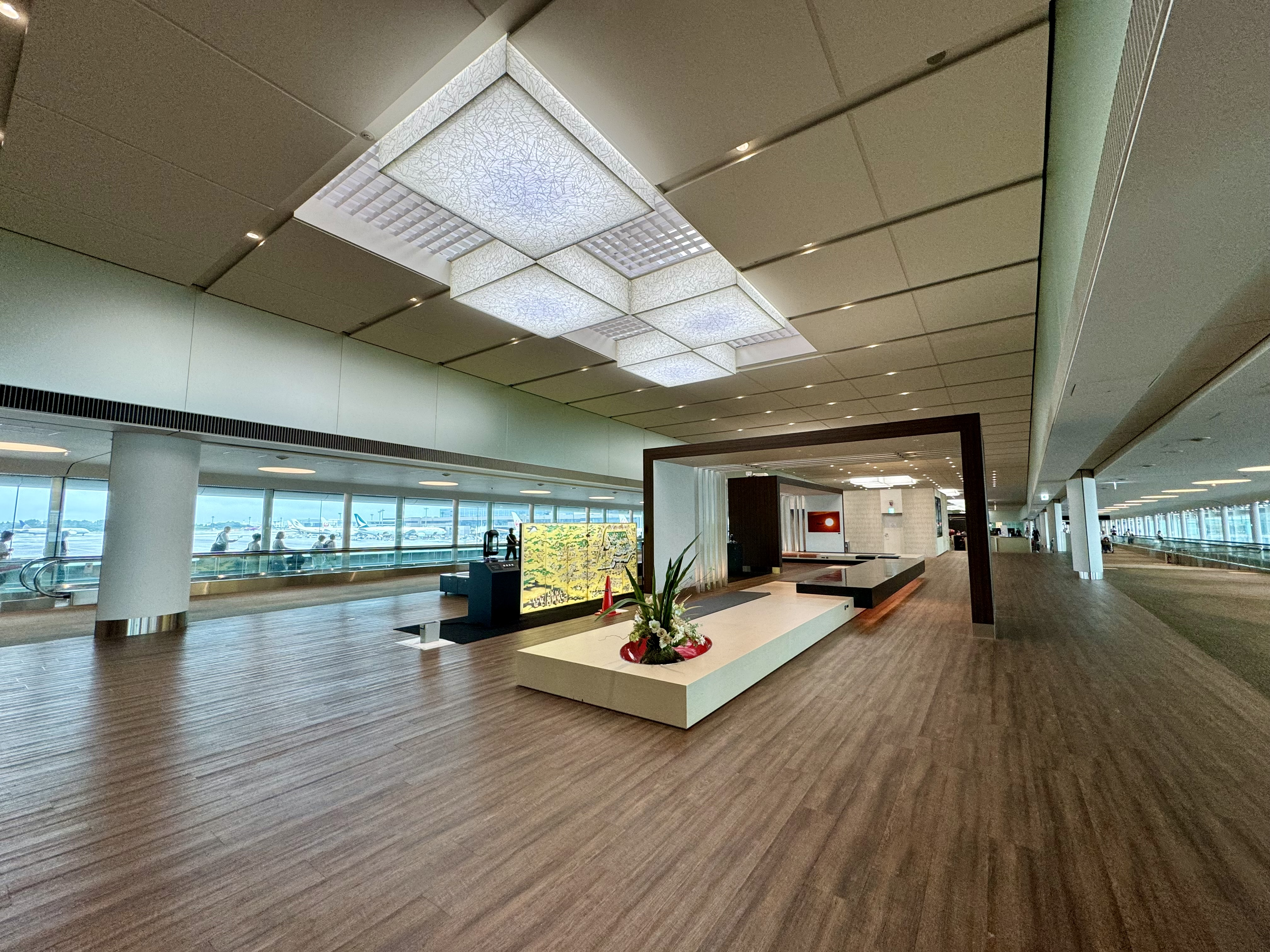
連接T2主樓和衛星樓的走廊
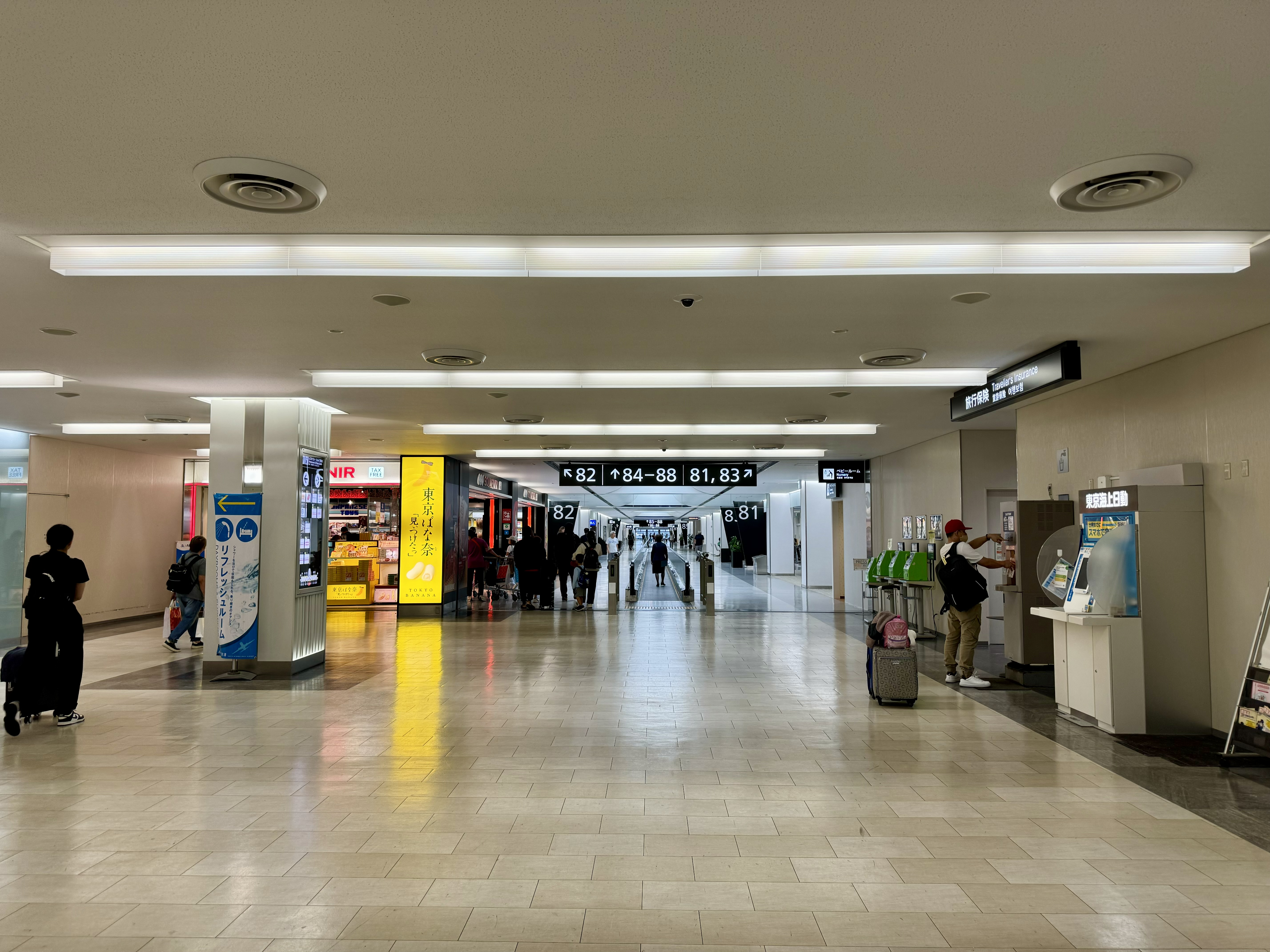
衛星樓81-88號閘口區域
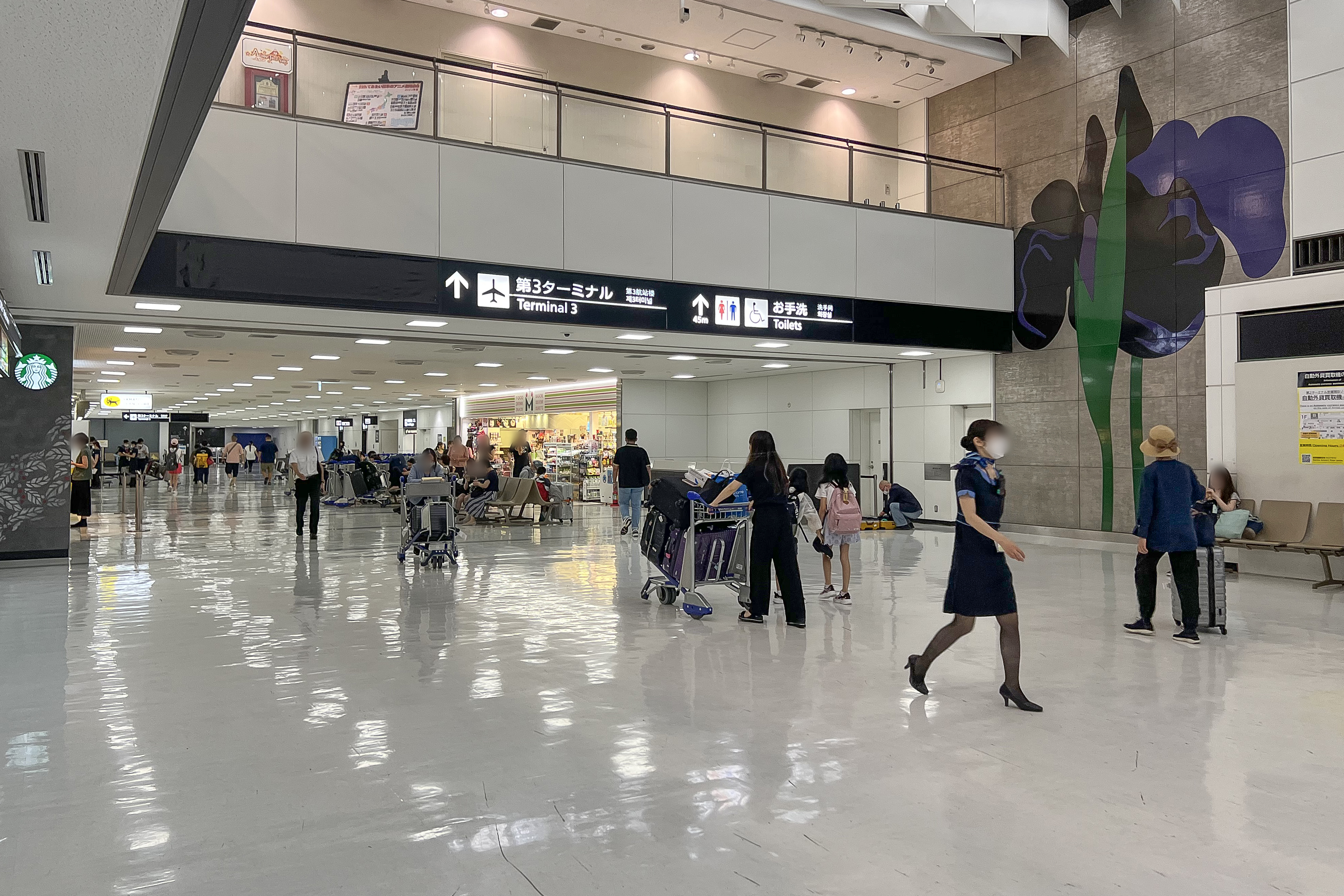
到达大厅

#### 第三航廈

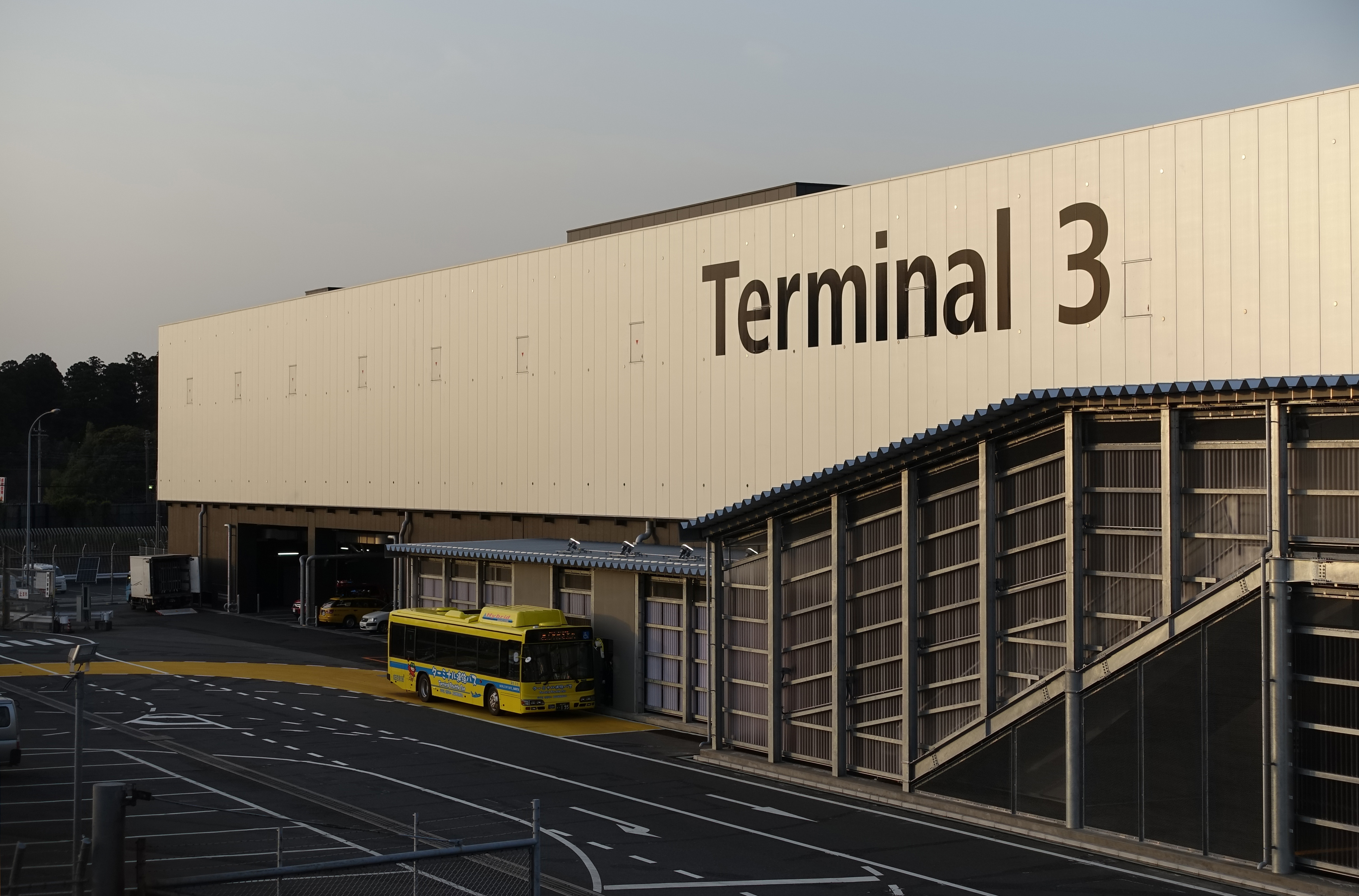
第三航廈外觀

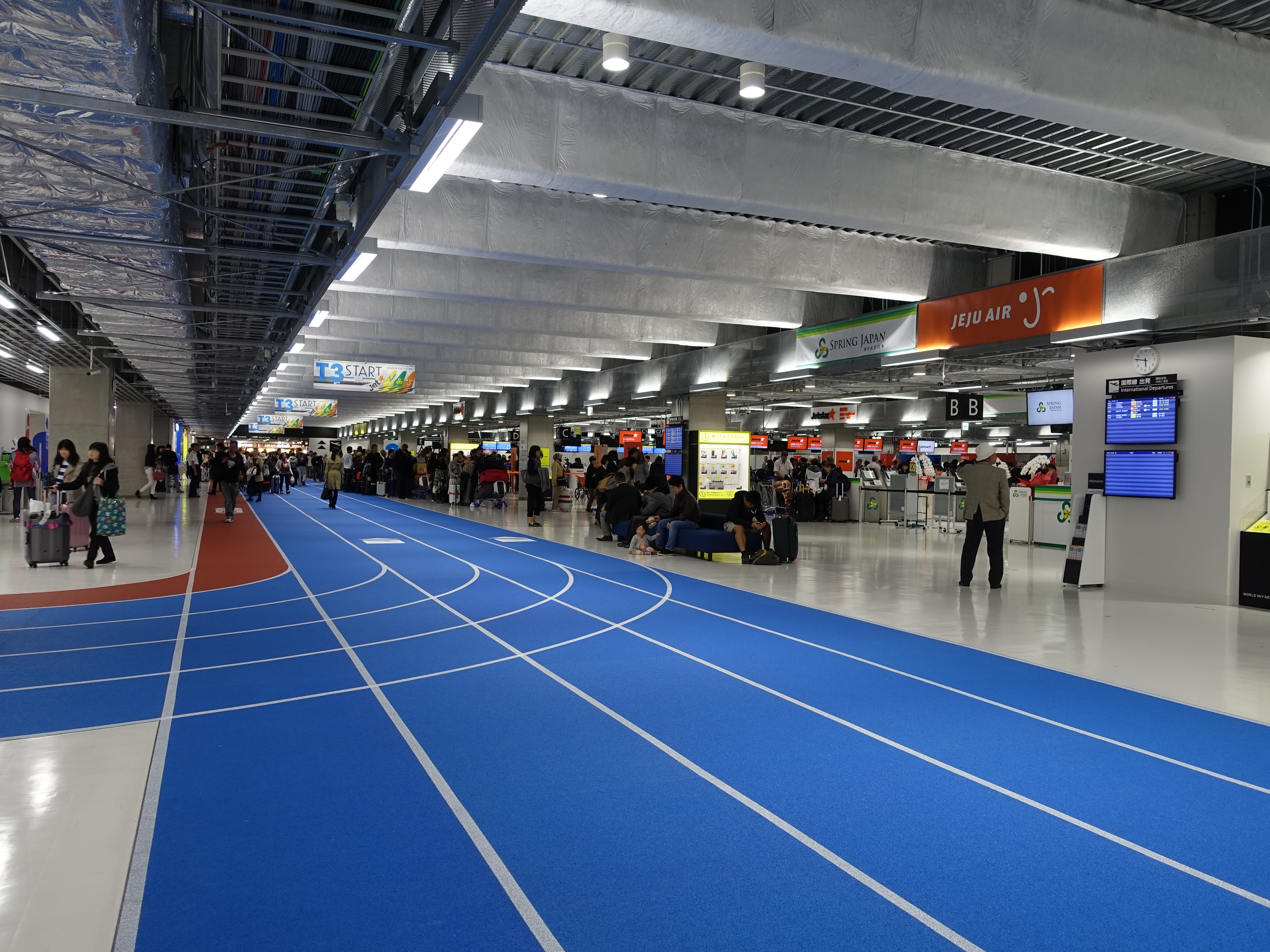
第三航廈出境大廳

第三航廈于2015年4月8日启用，位于T2北侧500米原货运区，由大成建设建设，面积66,000平方（710,000平方英尺）。
由於第三航廈主要供低成本航空公司使用，因此使用贴花代替发光方向指示牌，以及远机位和登机梯代替登机廊桥，使航空公司及其乘客的设施成本在国际航班上降低约40%，在国内航班上降低约15%。
航廈北侧设有停机坪，设有5个窄体机远机位。
济州航空、捷星航空、捷星日本航空、春秋航空和日本春秋航空使用第三航廈。

### 商務客機航廈
- 商務客機專用航廈 - 位於第二航廈右側

### 貨運区
- 貨運航廈地區（第1~7貨運大樓）
- 整備地區貨運倉庫
  - 日本貨物航空總部暨專用飛機維修廠
- 南部貨運地區（南部第1~6貨運大樓）

### 飞行区
成田机场原规划有5条跑道，但因反对声音最终规划3条：包括两条西北-东南向、相隔2.5（1.6英里）的平行跑道和一条侧风跑道。1978年启用时仅建成A跑道（16R/34L），长4,000（13,000英尺）。
B跑道（16L/34R）于2002年4月17日日韩世界杯前夕启用，但启用时长度仅有2,180（7,150英尺），因此无法起降波音747等大型客机，2009年10月22日延长至2,500（8,200英尺）。此外，B跑道平行的滑行道也被一座由反对团体于1966年修建的建筑物阻挡，使得滑行道在该段向内弯折，和跑道距离过近。2011年，日本最高裁判所判决拆除这座建筑，使跑道容量得以提升。
2011年10月20日起，成田机场两条跑道开始独立平行进近运行。A、B跑道进近五边和离场一边通常利用利根川（跑道北侧5海里）和九十九里滨（跑道南侧12海里）间空域。为减少噪音，离场航班采用最陡爬升至6000英尺。

## 航空管制無線電
| CLR  | 121.650 | 121.900 |         |         |         |
| GND  | 121.850 | 121.950 |         |         |         |
| RAMP | 121.600 | 121.750 |         |         |         |
| TWR  | 118.200 | 118.350 | 122.700 | 126.200 | 236.800 |
| DEP  | 124.200 | 119.600 | 125.525 | 120.600 |         |
| APP  | 124.400 | 120.200 | 125.800 |         |         |
| RDR  | 127.700 |         |         |         |         |
| TCA  | 119.450 | 246.100 |         |         |         |
| ATIS | 128.250 |         |         |         |         |

## 航空公司與航點

### 國內客運
| 航空公司                              | 目的地                                                                                             | 航廈   |
| ------------------------------------- | -------------------------------------------------------------------------------------------------- | ------ |
| 捷星日本航空（GK）                    | 大阪-關西、札幌-新千歲、福岡、沖繩、高松、熊本、鹿兒島、長崎、松山、宮崎、高知、大分、下地島、庄內 | 3 國內 |
| 樂桃航空（MM）                        | 大阪-關西、札幌-新千歲、沖繩、福岡、奄美、石垣島                                                   | 1 國內 |
| 全日本空輸（NH） 由全日空之翼航空營運 | 札幌-新千歲、名古屋-中部 、大阪-伊丹                                                               | 1 國內 |
| 日本航空（JL）                        | 大阪-伊丹、名古屋-中部                                                                             | 2 國內 |
| 日本春秋航空（IJ）                    | 札幌-新千歲、廣島                                                                                  | 3 國內 |

### 國際客運
日本是太平洋西岸的门户，曾经众多亚洲-北美航线需经停日本。
日本航空在机场启用后将国际航班从羽田迁至成田机场，同时西北航空和泛美航空亦将其亚洲枢纽迁入，並基于《日美航空协定》以成田为基地运营至亚洲各国的第五航权航线。泛美航空于1986年2月将其亚太分部转让给联合航空。全日本空输则于1986年以成田为基地运营国际航班。
随着不经停航线的增加，美资航空公司不再以成田为基地运营亚洲航线，同时羽田机场于2010年代实施再国际化，于2019年大量吸收了原由成田机场运营的洲际航班。继承西北航空的达美航空于2019年和大韩航空合作，将亚太中转基地转移至仁川国际机场，并于2020年将所有东京航班转移至羽田机场。
目前日本航空業者计划将成田机场作为「亚洲门户」，負責「东南亚-国际」中转的需求，羽田机场为“日本门户”，負責「日本国内-国际」中转需求。
| 航空公司               | 目的地 | 航廈        |
| ---------------------- | --- | ----------- |
| 日本航空（JL）         | 亞洲：上海-浦東、香港、臺北-桃園、馬尼拉、河內、胡志明市、曼谷-蘇凡納布、吉隆坡、新加坡、雅加達、邦加羅爾 大洋洲：墨爾本 美洲：溫哥華、洛杉磯、舊金山、西雅圖、波士頓、聖地牙哥、檀香山、關島 歐洲：法蘭克福 | 2 國際      |
| 全日本空輸（NH）       | 亞洲：曼谷-蘇凡納布、新加坡、香港、上海-浦東、杭州、大连、馬尼拉、吉隆坡、雅加達 大洋洲：伯斯 美洲：紐約-甘迺迪、洛杉磯、舊金山、芝加哥-奧黑爾、墨西哥城、檀香山 歐洲：布鲁塞尔                              | 1 南翼 國際 |
| AirJapan（NQ）         | 曼谷-蘇凡納布、首爾-仁川、新加坡 | 1 南翼 國際 |
| 樂桃航空（MM）         | 臺北-桃園 | 1 北翼 國際 |
| 捷星日本航空（GK）     | 上海-浦東、臺北-桃園、馬尼拉 | 3 國際      |
| 日本春秋航空（IJ）     | 天津、哈爾濱、寧波、上海-浦東、南京、北京-首都 | 3 國際      |
| ZIPAIR Tokyo (ZG)      | 首爾-仁川、馬尼拉、曼谷-蘇凡納布、檀香山、新加坡、洛杉磯、聖荷西、舊金山、溫哥華 | 1 北翼 國際 |
| 大韓航空（KE）         | 首爾-仁川、釜山 | 1 北翼 國際 |
| 韓亞航空（OZ）         | 首爾-仁川 | 1 南翼 國際 |
| 真航空（LJ）           | 首爾-仁川 、釜山 | 1 北翼 國際 |
| 首爾航空（RS）         | 首爾-仁川 | 1 南翼 國際 |
| 釜山航空（BX）         | 首爾-仁川、釜山 | 1 南翼 國際 |
| 濟州航空（7C）         | 首爾-仁川、釜山 | 3 國際      |
| 易斯達航空（ZE）       | 首爾-仁川 | 2 國際      |
| 德威航空（TW）         | 首爾-仁川、大邱 | 2 國際      |
| 普萊米婭航空（YP）     | 首爾-仁川 | 2 國際      |
| 可依航空（RF）         | 首爾-仁川、清州 | 3 國際      |
| 中華航空（CI）         | 臺北-桃園、高雄 | 2 國際      |
| 長榮航空（BR）         | 臺北-桃園、高雄 | 1 南翼 國際 |
| 台灣虎航（IT）         | 臺北-桃園、高雄 | 2 國際      |
| 星宇航空（JX）         | 臺北-桃園 | 2 國際      |
| 中國國際航空（CA）     | 北京-首都、上海-浦東、天津、大連、杭州、重庆、成都-天府 | 1 南翼 國際 |
| 中國東方航空（MU）     | 北京-首都、上海-浦東、哈爾濱、南京、西安、武汉、昆明、青岛、烟台 | 2 國際      |
| 中國南方航空（CZ）     | 上海-浦東、哈爾濱、長春、瀋陽、大連、鄭州、長沙、廣州、深圳、武漢 季節性：北京/大興 | 1 北翼 國際 |
| 春秋航空（9C）         | 上海-浦東、石家莊 | 3 國際      |
| 吉祥航空（HO）         | 上海-浦東、无锡 | 2 國際      |
| 四川航空（3U）         | 成都-天府 | 1 北翼 國際 |
| 海南航空（HU）         | 北京-首都、西安、海口 | 2 國際      |
| 深圳航空（ZH）         | 深圳 | 1 南翼 國際 |
| 廈門航空（MF）         | 廈門、福州 | 1 北翼 國際 |
| 東海航空（DZ）         | 常州 | 2 國際      |
| 长龙航空（GJ）         | 临沂 | 2 國際      |
| 國泰航空（CX）         | 香港、臺北-桃園 | 2 國際      |
| 香港航空（HX）         | 香港 | 1 北翼 國際 |
| 香港快運航空（UO）     | 香港 | 2 國際      |
| 大灣區航空（HB）       | 香港 | 2 國際      |
| 澳門航空（NX）         | 澳門 | 2 國際      |
| 蒙古民用航空（OM）     | 烏蘭巴托 | 2 國際      |
| 蒙古航空（0M）         | 烏蘭巴托 | 1 北翼 國際 |
| 菲律賓航空（PR）       | 馬尼拉、宿霧 | 2 國際      |
| 宿霧太平洋航空（5J）   | 馬尼拉、宿霧、克拉克 | 2 國際      |
| 菲律賓亞洲航空（Z2）   | 馬尼拉 | 3 國際      |
| 越南國家航空（VN）     | 河內、胡志明市、峴港 | 1 北翼 國際 |
| 越捷航空（VJ）         | 河內、胡志明市 | 2 國際      |
| 泰國國際航空（TG）     | 曼谷-蘇凡納布 | 1 南翼 國際 |
| 泰國全亞洲航空（XJ）   | 曼谷-蘇凡納布 | 2 國際      |
| 泰國亞洲航空（FD）     | 曼谷-廊曼、高雄 | 2 國際      |
| 馬來西亞航空（MH）     | 吉隆坡、亞庇 | 2 國際      |
| 馬來西亞峇迪航空（OD） | 吉隆坡 | 2 國際      |
| 新加坡航空（SQ）       | 新加坡、洛杉磯 | 1 南翼 國際 |
| 酷航（TR）             | 新加坡、臺北-桃園 | 1 南翼 國際 |
| 汶萊皇家航空（BI）     | 斯里巴卡旺市 | 1 北翼 國際 |
| 嘉魯達印尼航空（GA）   | 萬鴉老 | 1 北翼 國際 |
| 澳洲航空（QF）         | 墨爾本、布里斯本 | 2 國際      |
| 捷星航空（JQ）         | 凱恩斯、布里斯本 | 3 國際      |
| 紐西蘭航空（NZ）       | 奧克蘭 | 1 南翼 國際 |
| 斐濟航空（FJ）         | 楠迪 | 2 國際      |
| 喀里多尼亞航空（SB）   | 努美阿 | 1 北翼 國際 |
| 大溪地航空（TN）       | 帕皮提 | 2 國際      |
| 印度航空（AI）         | 德里 | 2 國際      |
| 斯里蘭卡航空（UL）     | 科倫坡 | 2 國際      |
| 孟加拉航空（BG）       | 達卡 | 1 北翼 國際 |
| 尼泊爾航空（RA）       | 加德滿都 | 2 國際      |
| 烏茲別克航空（HY）     | 塔什干 | 1 南翼 國際 |
| 以色列航空（LY）       | 台拉維夫 | 1 北翼 國際 |
| 阿聯酋航空（EK）       | 杜拜 | 2 國際      |
| 阿提哈德航空（EY）     | 阿布達比 | 1 北翼 國際 |
| 卡達航空（QR）         | 杜哈 | 2 國際      |
| 土耳其航空（TK）       | 伊斯坦堡 | 1 南翼 國際 |
| 芬蘭航空（AY）         | 赫爾辛基 | 2 國際      |
| 奧地利航空（OS）       | 維也納 | 1 南翼 國際 |
| LOT波蘭航空（LO）      | 華沙 | 1 南翼 國際 |
| 荷蘭皇家航空（KL）     | 阿姆斯特丹 | 1 北翼 國際 |
| 法國航空（AF）         | 巴黎-戴高樂 | 1 北翼 國際 |
| 瑞士國際航空（LX）     | 蘇黎世 | 1 南翼 國際 |
| 義大利航空（AZ）       | 米蘭-馬爾彭薩、羅馬-菲烏米奇諾 | 1 北翼 國際 |
| 西班牙國家航空（IB）   | 馬德里 | 2 國際      |
| 加拿大航空（AC）       | 溫哥華、蒙特婁、多倫多 | 1 南翼 國際 |
| 西捷航空（WS）         | 卡加利 | 1 北翼 國際 |
| 美國航空（AA）         | 達拉斯-沃斯堡 | 2 國際      |
| 夏威夷航空（HA）       | 檀香山 | 2 國際      |
| 聯合航空（UA）         | 丹佛、休士頓-洲際、洛杉磯、紐約-紐華克、檀香山、舊金山、關島、塞班島、宿霧、高雄、烏蘭巴托(季節性) | 1 南翼 國際 |
| 墨西哥國際航空（AM）   | 墨西哥城 | 1 北翼 國際 |
| 埃及航空（MS）         | 開羅 | 1 南翼 國際 |
| 衣索比亞航空（ET）     | 首爾-仁川 | 1 南翼 國際 |

### 貨運
由於日本有大量的水產品（特別是鮪魚）需要運到外國的壽司餐廳，令成田機場成為全日本第八大的水產品輸出港，有“成田漁港”之稱。
| 航空公司           | 目的地 |
| ------------------ | --- |
| 日本貨物航空       | 大阪-關西、名古屋-中部、首爾-仁川、台北-桃園、香港、北京-首都、上海-浦東、天津、曼谷-蘇凡納布、洛杉磯、三藩市、紐約-甘迺迪、芝加哥-奧黑爾、安克雷奇、阿姆斯特丹、米蘭-馬爾彭薩 |
| 全日本空輸貨運     | 台北-桃園、厦门 |
| 大韓航空貨運       | 首爾-仁川 |
| 中華航空貨運       | 台北-桃園 |
| 國泰貨運           | 香港 |
| 香港華民航空       | 香港 |
| 香港貨運航空       | 香港 |
| 中國貨運航空       | 上海-浦東 |
| 新加坡貨運航空     | 新加坡、曼谷-蘇凡納布 |
| 馬來西亞貨運航空   | 吉隆坡、檳城、新山 |
| 加魯達印尼航空貨運 | 雅加達-蘇卡諾-哈達 |
| Yanda航空          | 曼谷-蘇凡納布 |
| 阿聯酋天空貨運     | 杜拜 |
| 聯邦快遞航空       | 三藩市-奧克蘭、安克雷奇、孟菲斯、廣州、台北-桃園、上海-浦東、大阪-關西、首爾-仁川、香港、新加坡                                                                                |
| 聯合包裹服务航空   | 路易維爾、安大略、上海-浦東、克拉克 |
| 南部航空           | 安克雷奇、芝加哥-奧黑爾、首爾-仁川 |
| 博立貨運航空       | 台北-桃園 |
| 亞特拉斯航空       | |
| 法航貨運           | 巴黎-夏爾·戴高樂 |
| 荷蘭皇家貨運航空   | 阿姆斯特丹 |
| 漢莎貨運航空       | 法蘭克福 |
| 俄羅斯航空         | 莫斯科-謝列梅捷沃 |
| 空桥货运航空       | 阿姆斯特丹、莫斯科-謝列梅捷沃 |

### 代碼共享
| 航空公司           | 代碼共享飛航航空公司 |
| ------------------ | -------------------- |
| 曼谷航空（PG）     | 日本航空（JL）       |
| 巴西南美航空（JJ） | 日本航空（JL）       |
| 智利南美航空（LA） | 日本航空（JL）       |
| 山東航空（SC）     | 全日本空輸（NH）     |
| 印度捷特航空（9W） | 全日本空輸（NH）     |
| 漢莎航空（LH）     | 全日本空輸（NH）     |
| 南非航空（SA）     | 全日本空輸（NH）     |
| 塞席爾航空（HM）   | 阿提哈德航空（EY）   |
| 飛螢航空（FY）     | 馬來西亞航空（MH）   |
| 維珍澳洲航空（VA） | 新加坡航空（SQ）     |
| 捷藍航空（B6）     | 新加坡航空（SQ）     |

## 聯外交通

### 公路
- 新空港自動車道
- 東關東自動車道

### 鐵路
鐵路路線
- 成田機場站、機場第2大樓站
  - JR東日本成田線空港支線
  - 京成電鐵本線

成田機場聯外鐵路路線圖

  - 京成電鐵成田機場線（成田SKY ACCESS線）

上述路線之客運服務業者
- JR東日本 - 成田特快 (N'EX列車)
- 京成電鐵 - Skyliner列車

### 巴士
成田國際機場擁有超過40條的聯外公車路線，使旅客可以便利地往返各地。
- 利木津巴士
- 京成巴士集團（包括 東京SHUTTLE，成田SHUTTLE）
- 平和交通，JR巴士關東（THE ACCESS 成田）
- WILLER EXPRESS（日语：WILLER EXPRESS）（成田SHUTTLE）

### 直升機服務
成田直升機快運有由成田到東京直升機場、埼玉-川島町直升機場和群馬直升機場的包機並由專用的直升機接駁到機場的兩個客運大樓。

## 統計
| 年度 | 客運量     | 百分比改變 | 起降架次 | 貨運量 (噸) |
| ---- | ---------- | ---------- | -------- | ----------- |
| 2000 | 27,389,915 |            | 134,496  | 1,932,692   |
| 2001 | 25,379,370 | ▼07.3%     | 131,850  | 1,680,935   |
| 2002 | 28,883,606 | ▲013.8%    | 164,270  | 2,001,824   |
| 2003 | 26,537,406 | ▼08.1%     | 171,740  | 2,154,693   |
| 2004 | 30,976,701 | ▲016.7%    | 186,312  | 2,373,157   |
| 2005 | 31,372,531 | ▲01.3%     | 189,492  | 2,292,103   |
| 2006 | 31,735,733 | ▲01.2%     | 190,138  | 2,280,829   |
| 2007 | 32,344,493 | ▲01.9%     | 195,074  | 2,254,421   |
| 2008 | 30,431,127 | ▼05.9%     | 194,442  | 2,100,447   |
| 2009 | 28,880,467 | ▼05.1%     | 188,400  | 1,851,976   |
| 2010 | 30,780,002 | ▲06.6%     | 192,646  | 2,167,863   |
| 2011 | 25,377,438 | ▼017.6%    | 184,758  | 1,945,351   |
| 2012 | 30,002,325 | ▲018.2%    | 210,518  | 2,006,172   |
| 2013 | 32,465,439 | ▲08.2%     | 223,388  | 2,019,844   |
| 2014 | 32,866,898 | ▲01.2%     | 231,042  | 2,134,996   |
| 2015 | 34,751,221 | ▲05.7%     | 233,500  | 2,122,318   |
| 2016 | 36,578,845 | ▲05.3%     | 244,752  | 2,130,848   |

## 意外事故
- 2009年3月23日，聯邦快遞80號班機在強風下降落時，於跑道上墜毀。貨機著地後向左翻側並180度翻轉併發生爆炸。兩名正副機師死亡，飛機也在烈火中被燒毀。為成田機場啟用以來首次造成死傷及飛機全毀的事故。
- 2016年4月17日，香草航空JW104客機由臺灣桃園國際機場出發，晚上9時45分左右抵達成田機場，機上126名日籍及33名外籍乘客被錯誤引導至國內線的抵達大廳，還未接受法務省入國管理局的證照查驗手續就入境。香草航空表示受強風影響，飛機一度要轉飛中部國際機場加油，最終於離原定時間推遲近5小時才降落成田機場。由於降落地點離航廈有一段距離，機場安排乘客搭乘巴士前往國際線航廈，但巴士公司誤將飛機當成由名古屋出發的國內線班機，指示巴士司機將乘客送到國內線航廈。航空公司在乘客向櫃台職員表示「未辦入境手續」後才發現出錯[48]。
- 2018年7月30日，加拿大航空一架由蒙特婁皮埃爾·埃利奧特·特魯多國際機場起飛的客機，在降落成田機場的B跑道後，誤入施工中未開放的滑行道，沒有造成人員傷亡，但因為要將飛機拖離，關閉了B跑道達6小時，造成多個航班延誤[49]。

## 外部連結
- 成田國際機場 （页面存档备份，存于）（日語）（英文）（简体中文）（繁體中文）
- 成田國際機場株式會社 （页面存档备份，存于）（日語）（英文）
- 成田国際空港運用情報的X（前Twitter）
- 成田国际机场的Facebook專頁
- 成田国际机场的Instagram帳戶
- YouTube上的成田国际机场頻道